# 楢原静
楢原静（日语：／ Narahara Shizuka，1928年5月6日—），广岛县三原市出身，日本女子乒乓球运动员，曾就读于广岛女子专门学校。她曾获得2枚世界乒乓球锦标赛金牌，1枚银牌和1枚铜牌。